# Kosarzyn, Lubusz
Kosarzyn (germană Kuschern, în Limba sorabă: Kóšarnja) este un sat în Polonia, situat în Voievodatul Lubusz, în județul Krosno, în orașul Gubin. Între anii 1975-1998 localitatea aparținea administrativ de provincia Zielona Gora. Înainte de 1945 satul era parte a Germaniei.
Prima mențiune documentară se petrece în anul 1316 sub numele german Cuscherin, iar în 1432 sub numele Koscherin. Așezarea a parținut în trecut de mănăstirea Neuzelle. Principalele mijloace de distracție sunt plimbările cu barca și pescuitul. În anul 1818 se consemnează existența a două mori de apă și una de vânt. Satul a aparținut în acea perioadă de ferma Borack. Înainte de 1815 prusacii și saxonii au construit diguri peste râul Oder, diguri care au protejat terenurile cultivate de frecventele inundații de până atunci. După primul război mondial, în 1933 s-a construit o stație de pompare a apei folosită în caz de inundații. Tot aici s-a construit în 1945 un turn de supraveghere, observație a frontierelor de către Regimentul nr. 38 infanterie. În anul 1950, turnul a fost desființat.